# Olivicultura

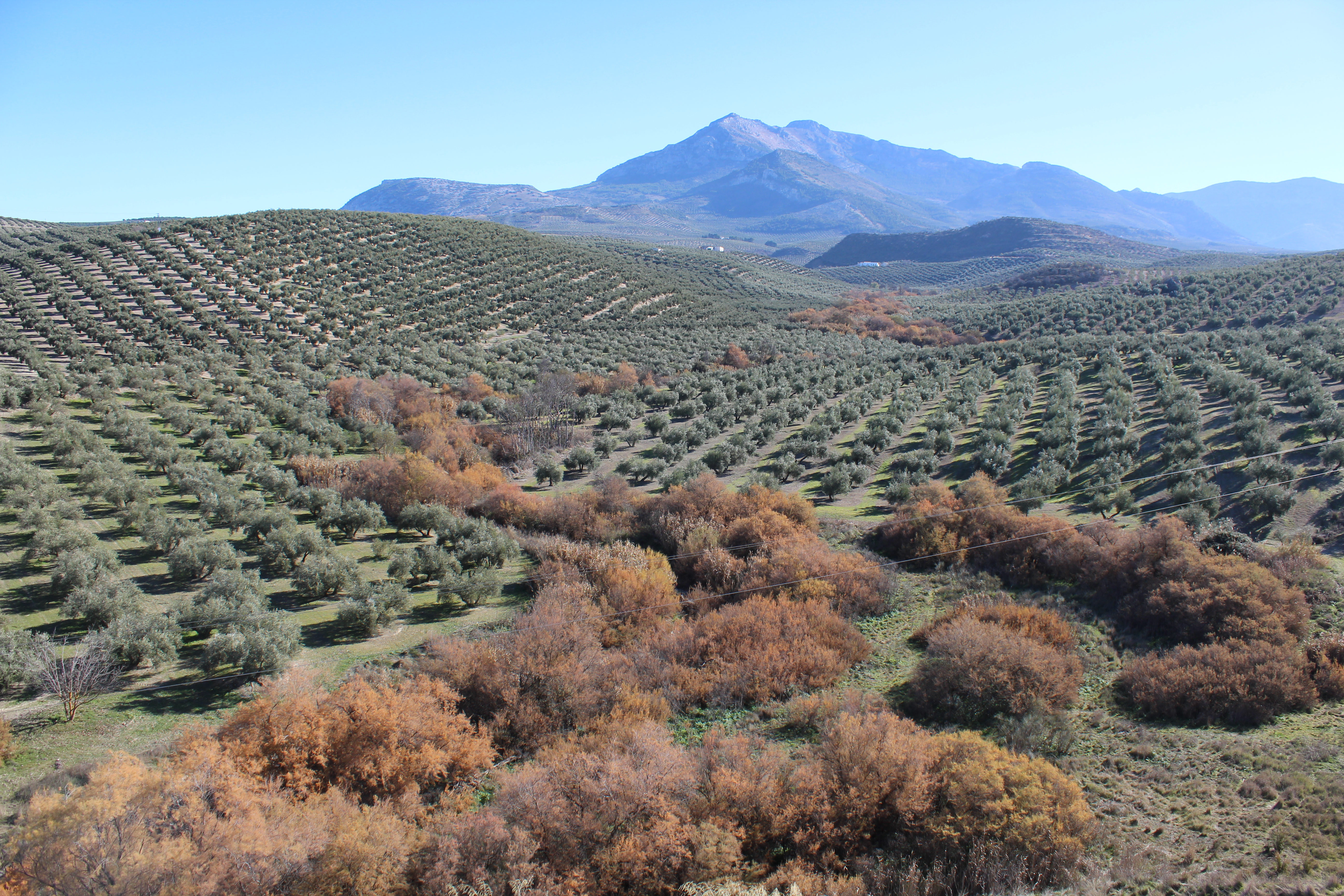
Campos cultivados de olivar en la provincia de Jaén, España.

La olivicultura es el conjunto de técnicas y conocimientos aplicados al cultivo del olivo. Contempla aspectos como la plantación, la poda o los injertos.
Si la variedad de aceituna es un factor intrínseco que influye en el sabor del aceite que se obtiene, estas técnicas culturales son factores extrínsecos que influyen en la calidad de la aceituna y, por ende, en el aceite obtenido.
Ni la poda ni la fertilización influyen directamente sobre la calidad del aceite obtenido, pero dependiendo de la cantidad de horas de luz que recibe el fruto este tendrá unas determinadas características organolépticas u otras. El riego sí influye directamente en la calidad de los aceites, cambiando su cantidad de polifenoles.
El control de plagas y enfermedades también influye directamente en la calidad del fruto. Entre las plagas cabe destacar la mosca del olivo (bactrocera oleae) y, dentro de las enfermedades, el gloeosporium. En menor proporción, también afecta el repilo o spilocaea oleagina.